# The Boy, the Mole, the Fox and the Horse (filme)
The Boy, the Mole, the Fox and the Horse (no Brasil: O Menino, a Toupeira, a Raposa e o Cavalo) é um curta-metragem de aventura dramática britânico-estadunidense que utiliza-se da técnica de animação lançado em 2022 dirigido por Peter Baynton e Charlie Mackesy, escrito por Jon Croker e Mackesy baseado no livro homônimo de Mackesy de 2019. Seu elenco de voz incluí Jude Coward Nicoll, Gabriel Byrne, Idris Elba e Tom Hollander como os quatro protagonistas. A trama gira em torno dos personagens desenvolvendo companheirismo entre eles no deserto em um dia de primavera e explora temas como: humanidade, empatia e bondade. Teve lançamento no Reino Unido através da BBC One e BBC iPlayer na véspera de Natal (24 de dezembro de 2022) e internacionalmente na Apple TV+, como um filme original da Apple, no dia de Natal.
No início de 2020, quando o livro se tornou um best-seller, vários produtores tentaram adquirir seus direitos para uma possível adaptação as telas. Esses direitos foram posteriormente adquiridos por Cara Speller, que colaborou com Matthew Freud na produção do filme pela NoneMore Productions em sua primeira produção. JJ Abrams também produziu o filme pela Bad Robot Productions. A animação foi feita remotamente durante a pandemia do COVID-19, com mais de 120 artistas de mais de 20 países trabalhando no filme. Como o livro ilustrado tinha uma qualidade de estilo solta e inacabada, Baynton e sua equipe de animação queriam combinar isso usando tinta de lápis aos personagens, que tinham detalhes intrincados e textura inspirada em aquarela no fundo.
Em 17 de janeiro 2023 foi o conteúdo televisivo mais indicado na principal premiação de animação, o Annie Awards, em sete categorias: incluindo Melhor Produção Especial, Melhor Direção, Direção de Arte e Montagem na TV. Além disso, em 12 de março de 2023, o curta venceu a categoria de Melhor Curta de Animação na 95.ª edição do Oscar.

## Sinopse
Quatro amigos se reúnem em um encontro que até então parecia improvável na busca de uma compreensão mais profunda de gentileza, coragem e esperança.

## Elenco
- Jude Coward Nicoll - O Menino
- Gabriel Byrne - A Toupeira
- Idris Elba - A Raposa
- Tom Hollander - O Cavalo

## Produção
"Tivemos dificuldades de diferentes formas, sabe? Seja uma pandemia e isolamento ou econômica, acredito que todos estão se sentindo exaustos. Parece-me que, se alguma vez precisamos de gentileza, precisamos agora. E não acho que haja algum ser humano na Terra que não precise de um pouco mais de bondade, conforto, esperança ou cura. Foi lindo ler as mensagens das pessoas durante a pandemia sobre o livro e espero que o filme possa fazer algo parecido neste tempo."

— Charlie Mackesy
Em 2019, Charlie Mackesy publicou o livro gráfico ilustrado The Boy, the Mole, the Fox and the Horse com base em seus esboços que postou no Instagram sobre conversas entre um menino, uma toupeira, uma raposa e um cavalo. O romance foi um best-seller, com mais de 250.000 exemplares vendidos no início de 2020, e vários produtores tentaram adaptá-lo para um longa-metragem, até que foi solicitado pelos produtores Cara Speller e Matthew Freud para adaptá-lo a um curta de animação. Speller descobriu o livro sem ter o conhecimento, mas gostou muito dele após lê-lo e sentiu que havia muito material que poderia ser adaptado a uma peça cinematográfica. Assim, ela entrou em contato com Mackesy e Freud para discutir a criação de uma adaptação de curta-metragem.
Speller sentiu que "sempre foi muito importante para mim, desde o início, que Charlie estivesse no centro de qualquer equipe que montamos para fazer o filme. Você pode dizer imediatamente pelo livro que ele tem instintos incrivelmente fortes sobre o que funciona. Para mim, não fazia sentido tentar fazer isso sem tê-lo tão intimamente envolvido." Ela e Freud então abriram uma produtora intitulada NoneMore Productions, para financiar o filme, e JJ Abrams também produziu o filme sob a bandeira da Bad Robot Productions, se juntando a Woody Harrelson. Speller achou fascinante como Mackesy "embora obviamente tenha criado esses personagens e os conheça melhor do que ninguém, ele aprendeu muito mais sobre eles durante o processo de fazer o filme".
O filme foi dirigido por Peter Baynton e co-escrito por Jon Croker, com Jude Coward Nicoll, Gabriel Byrne, Idris Elba e Tom Hollander dublando os quatro protagonistas. O elenco de Nicoll foi um desafio a equipe criativa já que ele era um novato na atuação e foi selecionado entre 300 pessoas que fizeram o teste para o papel. Ele acrescentou: "Estávamos procurando uma certa fragilidade e vulnerabilidade na voz do menino. Queríamos que as pessoas, ao ouvirem a voz do menino, tivessem o instinto de tentar cuidar dele ou tentar protegê-lo [...] Ele nos anuncia logo no início do filme que está perdido e está procurando um lar. Todos nos sentimos incrivelmente protetores do menino. E essa era a qualidade que procurávamos na voz do personagem: um tom muito suave, muito gentil e insegurança sonoramente na voz." Baynton disse que "ele encontrou esse tipo de relacionamento adorável e relação musical entre as vozes de Nicoll e Hollander". Parecia fácil imaginar a dupla gravando suas vozes juntas em um estúdio, embora os dois atores gravassem separadamente devido à pandemia.

### Animação e Design
O filme teve uma equipe internacional de mais de 120–150 pessoas vindas de mais de 20 países. A produção começou no meio da pandemia de COVID-19, portanto, cada membro teve que trabalhar remotamente de casa. Speller construiu a equipe da mesma forma que monta uma equipe para uma produção já que "você está sempre procurando os artistas mais talentosos que pode encontrar; não importa onde eles estejam no mundo, contanto que você pense que eles são a opção certa para o projeto e para a equipe". Ela chamou isso de "esforço fenomenal", pois cada membro foi além de uma maneira imaginável. Mackesy sentiu que fazer o filme foi comovente, pois "foi em grande parte uma jornada de bondade e amizade. Todos nós nos tornamos amigos. E, portanto, sempre amarei o processo tanto quanto amo o produto. E sempre que o vejo, posso pausar o filme a qualquer momento, e me lembrarei dos momentos de conversas profundas – e discussões e discordâncias ocasionais, mas sempre com gentileza.”
Baynton acrescentou que, "o desenho de Charlie é sustentado por um grande conhecimento de anatomia, embora ele desenhe de forma extremamente rápida e bastante impressionista você pode dizer que ele conhece a anatomia de cavalos, meninos ou raposas tão bem. Para a toupeira, é um pouco diferente." Ele trouxe que o desafio era traduzir as ilustrações requintadas em animação desenhada à mão e "encontrar uma maneira de desenhar os personagens que nos permitisse matizar as performances que pudessem comunicar as emoções sutis que queríamos expressar". Como Mackesy tinha uma qualidade de estilo solta e inacabada, o processo envolvia desenhar os personagens anatomicamente corretos em uma linha de lápis e passar por cima com tinta solta, para dar uma forma completa, e o fundo era feito à mão. estilo pintado para se assemelhar à textura da aquarela de Mackesy. A equipe de animação, liderada pelos supervisores Tim Watts, Gabriele Zucchelli, Setareh Erfan e o diretor de arte Mike McCain, trabalhou intensamente em modelos detalhados e durante o processo de arte e storyboard, ele incentivou os artistas a encontrarem a forma mais solta de tinta, que consistia em" encontrar aquela linha muito tênue que meio que flutua em torno dos personagens"
Sobre o design dos personagens, Baynton disse "uma das primeiras coisas de que me lembro é que tem o cavalo, raposa e criança muito realistas e bem proporcionados, mas então essa estranha e pequena toupeira gráfica com círculos tubulares neste nariz, representado por um triângulo preto. Como um pequeno batente de porta. É um aspecto muito charmoso do que Charlie criou, esse tipo de contraste. Para animar, voltamos ao livro e desenvolvemos essa abordagem naturalista, não tão caricatural quanto possível ao menino, a raposa e o cavalo, e depois uma animação mais ousada a toupeira."

### Trilha Sonora
Isobel Waller-Bridge compôs a trilha sonora do filme; ela disse que a música era "realmente a energia de Charlie, acho que realmente meio que alimentou a partitura, assim como o material real do livro. Eles são tão intimamente relacionados, como você pode imaginar. Então foi apenas ouvir Charlie , honestamente, a maneira como ele fala, a maneira como ele olha para o mundo e, em seguida, prestando muita atenção exatamente ao motivo pelo qual ele fez o livro e por que sentiu que era importante fazer o filme. Então, a música foi realmente apenas uma extensão dessa energia e tudo até a instrumentação e a escolha do piano que parecia muito, muito importante. Muitas dessas escolhas importantes vieram de Charlie também, que parecia o caminho certo." O design de som e a música foram feitos simultaneamente e a trilha foi escrita antes mesmo de o filme ser concluído. As partes da orquestra foram interpretadas pela BBC Concert Orchestra sob regência de Geoff Alexander. O álbum de 18 faixas consistindo na trilha sonora de Waller-Bridge foi lançado em 23 de dezembro de 2022 pela Sony Masterworks.
| Lista de faixas originais |                                                      |         |  |
| N.º                       | Título                                               | Duração |  |
| 1.                        | "The Boy, The Mole, The Fox and The Horse (Opening)" | 1:53    |  |
| 2.                        | "It's A Tree"                                        | 0:24    |  |
| 3.                        | "Climbing the Tree"                                  | 0:31    |  |
| 4.                        | "Nothing Beats Kindness"                             | 0:50    |  |
| 5.                        | "Have Some Cake"                                     | 0:47    |  |
| 6.                        | "Is There Something There"                           | 0:37    |  |
| 7.                        | "The Fox"                                            | 1:08    |  |
| 8.                        | "What Was That"                                      | 1:24    |  |
| 9.                        | "The River"                                          | 3:03    |  |
| 10.                       | "Doing Nothing With Friends"                         | 2:42    |  |
| 11.                       | "How Fast Can You Run"                               | 0:31    |  |
| 12.                       | "You Fell"                                           | 1:23    |  |
| 13.                       | "Being Honest Is Always Interesting"                 | 1:47    |  |
| 14.                       | "The Storm"                                          | 2:04    |  |
| 15.                       | "You Are Loved And Important"                        | 1:00    |  |
| 16.                       | "Flying"                                             | 2:08    |  |
| 17.                       | "Home"                                               | 3:39    |  |
| 18.                       | "End Credits"                                        | 1:27    |  |
| Duração total:            | Duração total:                                       | 27:24   |  |

## Lançamento
Em outubro de 2022, foi anunciado que a Apple Studios distribuiria a adaptação animada do livro gráfico ilustrado de Charlie Mackesy, The Boy, the Mole, the Fox and the Horse (2019) como um Apple Original Film internacionalmente, com exceção do Reino Unido, onde foi lançado pela BBC. A promoção do curta foi realizada a partir de dois trailers sendo lançados em 9 e 12 de dezembro, e um clipe de dois minutos lançado exclusivamente na Collider em 21 de dezembro. O curta-metragem estreou primeiro na BBC One e BBC iPlayer na véspera de Natal (24 de dezembro de 2022) e foi transmitido mundialmente no dia seguinte pela Apple TV+.

## Recepção

### Resposta da Crítica
No site agregador de resenhas, Rotten Tomatoes, 80% das 5 resenhas dos críticos são positivas, com nota média de 8/10. Metacritic, que utiliza uma média ponderada, atribuiu ao filme uma pontuação de 81 em 100, com base em 4 críticos, indicando "aclamação universal".
Emily Bernard, da Collider, deu quatro estrelas e meia em cinco e disse: "Os fãs do livro de Mackesy ficarão totalmente encantados em ver que as ilustrações desenhadas à mão se traduzem lindamente na tela sem perder nada de sua aparência elegante - estética bagunçada. Como as falas são literalmente tiradas das páginas do trabalho original detalhado, o filme parece menos um curta-metragem com uma história em andamento e mais um livro em movimento. Não tem o mesmo ritmo ou propulsão de enredo que um curta-metragem típico teria, mas isso só aumenta o charme dele." Megan Graye, do The Independent, escreveu "The Boy, the Mole, the Fox and the Horse é um alerta a adultos e um mundo de sabedoria para crianças. Esta história de 30 minutos o deixará esperançoso e provavelmente um pouco choroso. Emergir dela sem ser afetado é quase impossível."
Anita Singh, do The Daily Telegraph, comentou que: "A grande coisa sobre isso, porém, é a aparência. A animação (que tem uma dívida com Winnie-the-Pooh e O Pequeno Príncipe) é linda, trazendo desenhos de tinta e aquarela de Mackesy para vida. Sintonizar permite que você se desligue do mundo por meia hora. E se assistir é como se afogar em um barril de xarope de ouro - bem, todos nós não tomamos uma overdose de coisas doces no Natal?". Em uma crítica negativa, James Walton, do The Spectator, disse: "O filme de Mackesy está claramente esperando se juntar a The Snowman como um clássico de Natal emocionante. O problema é que essa esperança é tão nua, até mesmo desesperadamente aparente na tela - com o programa praticamente implorando-nos para achá-lo encantador e comovente."

### Prêmios e Indicações
| Prêmios                     | Data                    | Categoria                            | Destinatários e Candidatos                  | Resultado | Ref    |
| --------------------------- | ----------------------- | ------------------------------------ | ------------------------------------------- | --------- | ------ |
| Academy Awards              | 12 de março de 2023     | Melhor Animação em Curta-metragem    | The Boy, the Mole, the Fox and the Horse    | Venceu    | [ 28 ] |
| British Academy Film Awards | 19 de fevereiro de 2023 | Melhor Curta-Metragem Britânico      | The Boy, the Mole, the Fox and the Horse    | Venceu    | [ 29 ] |
| Annie Awards                | 25 de fevereiro de 2023 | Melhor Produção Especial             | NoneMore/Bad Robot                          | Venceu    | [ 2 ]  |
| Annie Awards                | 25 de fevereiro de 2023 | Melhores Efeitos Visuais para TV     | Peter Baynton, Raymond Pang, Martial Coulon | Indicado  | [ 2 ]  |
| Annie Awards                | 25 de fevereiro de 2023 | Melhor Animação de Personagens na TV | Tim Watts                                   | Venceu    | [ 2 ]  |
| Annie Awards                | 25 de fevereiro de 2023 | Melhor Direção na TV                 | Peter Baynton, Charlie Mackesy              | Venceu    | [ 2 ]  |
| Annie Awards                | 25 de fevereiro de 2023 | Melhor Montagem na TV                | Daniel Budin                                | Venceu    | [ 2 ]  |
| Annie Awards                | 25 de fevereiro de 2023 | Melhor Música na TV                  | Isobel Waller-Bridge                        | Indicado  | [ 2 ]  |
| Annie Awards                | 25 de fevereiro de 2023 | Melhor Direção de Arte na TV         | Mike McCain                                 | Indicado  | [ 2 ]  |

Em 21 de dezembro de 2022, o filme adentrou a lista preliminar (shortlist) na categoria de Melhor Curta de Animação na 95.ª edição do Oscar.

## Ligações Externas
The Boy, the Mole, the Fox and the Horse. no IMDb. 